# Club Joventut Badalona (femenino)
El Club Joventut Badalona femenino es un club de baloncesto femenino, la sección femenina del Club Joventut Badalona. Actualmente juega en Liga Femenina, la máxima categoría del baloncesto femenino español.

## Historia
El equipo femenino empezó a disputar partidos oficiales en los años 40, debutando en competición la temporada 1943-44 en la segunda categoría del Campeonato de Catalunya. La temporada siguiente se unifican ambas categorías en un solo grupo de primera y el Joventut jugará por primera vez en la primera categoría, la catalana, ya que durante estos años todavía no existía ninguna competición superior. En los años siguientes el baloncesto femenino pierde bastante por todas partes, principalmente debido a que las jugadoras, a instancias de la Sección Femenina, fueron obligadas a realizar el Servicio Social para legalizar las fichas federativas.
No fue hasta los 50, gracias al impulso de Pere Gol, que el equipo femenino de la Penya empezó a competir de forma regular. Gol introduce nuevamente el baloncesto femenino en la Penya en 1956, y un año más tarde comienza a competir de nuevo. La temporada 1963-64 el Joventut se proclama campeonas de la segunda división nacional, y la temporada siguiente (1964-65) participa por primera vez en la primera categoría de la Liga española de baloncesto femenina, creada un año antes. Se mantuvo en la máxima categoría hasta la 1970-71, cuando no pudo mantenerla por la falta de recursos económicos, lo que sucedería en más de una ocasión. 
En 1982 volvería a conseguir el ascenso a la máxima categoría, pero tuvo que renunciar a él por motivos económicos, lo que sucedería de nuevo en 1988.
Después de muchos años sin competir con un sénior, se crean proyectos como el Joventut BBC hasta finalmente dar paso al proyecto definitivo por parte del club con una apuesta total por el baloncesto femenino y con el que buscar el ascenso de nuevo a la élite del baloncesto español.
En la 2020-21 asciende a la Liga Femenina Challenge, la segunda categoría nacional. 
Después de una primera temporada tranquila terminando duodécimas, la temporada 2022-23 el equipo de Jordi Vizcaíno se clasifica para disputar la fase de ascenso a la Liga Femenina pero quedaron eliminadas en cuartos de final ante La Cordá de Paterna, el equipo filial del Valencia Basket. 
La temporada siguiente (2023-24) vuelve a clasificarse por el play-off de ascenso después de finalizar la temporada regular en tercera posición. En cuartos de final eliminan sin problemas al Al-Qázeres Extemadura a doble partido y se plantan la final a cuatro de Estepona. En semifinales consuman la revancha y eliminan a La Cordá de Paterna NB, que el año anterior las dejó fuera de la final four, y posteriormente derrotan en la final al CAB Estepona, equipo anfitrión, logrando el ascenso a la Liga Femenina Endesa de manera agónica después de remontar 11 puntos de desventaja en los últimos 5 minutos.
La temporada 2024-25, ya en Liga Femenina, el Joventut Badalona incorpora a grandes nombres como Anna Cruz o Mariam Coulibaly junto a otras jugadoras con experiencia en la liga como Elise Ramette, Rebeca Cotano y Lynn-Geldof, y la continuidad de jugadoras importantes en el ascenso como Laura Piera, Alima Dembélé, Helena López, Rebeca Cotano y Deva Bermejo. En su regreso a la máxima categoría después de más de 50 años, el Joventut Badalona femenino consigue una meritoria séptima plaza en Liga Femenina Endesa, jugando y poniendo contra las cuerdas en play-off al, a la postre campeón, Valencia Basket (60-64 en Badalona y 88-81 en Valencia). El equipo se ganó el derecho de participar en Eurocup la temporada 2025-26. 
Cabe destacar la gran temporada de Mariam Coulibaly siendo la jugadora más valorada de la liga con una media de 30 créditos de valoración y consiguiendo 12 MVPs de la semana en 30 jornadas disputadas (récord histórico de la Liga Femenina). Esa misma temporada se retira la leyenda Anna Cruz, que cierra el círculo jugando su última temporada como profesional en su ciudad natal y rindiendo a una grandísimo nivel durante toda el año.

## Trayectoria
| Temporada | Nivel | División        | Pos. | G–P   | Postemporada     | Copa de la Reina | Competic. Europeas |
| --------- | ----- | --------------- | ---- | ----- | ---------------- | ---------------- | ------------------ |
| 2020–21   | 3     | Liga Femenina 2 | 7º   | 14–12 | Ascenso          |                  |                    |
| 2021–22   | 2     | LF Challenge    | 12º  | 10–20 |                  |                  |                    |
| 2022–23   | 2     | LF Challenge    | 5º   | 21–9  | Cuartos de final |                  |                    |
| 2023–24   | 2     | LF Challenge    | 3º   | 22–8  | Ascenso          |                  |                    |
| 2024–25   | 1     | Liga Femenina   | 7º   | 16–14 | Cuartos de final |                  |                    |
| 2025–26   | 1     | Liga Femenina   |      |       |                  |                  | Renuncia           |